# Ankotarinja
Ankotarinja tirarensis es una especie extinta de marsupial dasiuromorfo de la familia Dasyuridae cuyos restos, procedentes de Australia Meridional, están datados entre el Oligoceno Superior y el Plioceno Inferior. Esta especie está muy relacionada con Keeuna woodburnei.